# Arenals del Sol
Arenals del Sol (Arenales del Sol, en castellà) és una partida d'Elx situada a la costa, al sud de la badia d'Alacant prop del cap de Santa Pola. Té 1.042 habitants. Està ben comunicada tant amb Elx com amb Alacant i és un important nucli turístic de segona residència. A més de la platja dels Arenals té a prop la del Carabassí, que és lliure.